# Wingate (Indiana)
Wingate es un pueblo ubicado en el condado de Montgomery en el estado estadounidense de Indiana. En el Censo de 2010 tenía una población de 263 habitantes y una densidad poblacional de 472,3 personas por km².

## Geografía
Wingate se encuentra ubicado en las coordenadas 40°10′21″N 87°4′21″O / 40.17250, -87.07250. Según la Oficina del Censo de los Estados Unidos, Wingate tiene una superficie total de 0.56 km², de la cual 0.56 km² corresponden a tierra firme y (0%) 0 km² es agua.

## Demografía
Según el censo de 2010, había 263 personas residiendo en Wingate. La densidad de población era de 472,3 hab./km². De los 263 habitantes, Wingate estaba compuesto por el 100% blancos, el 0% eran afroamericanos, el 0% eran amerindios, el 0% eran asiáticos, el 0% eran isleños del Pacífico, el 0% eran de otras razas y el 0% pertenecían a dos o más razas. Del total de la población el 0% eran hispanos o latinos de cualquier raza.